# Масанобу Изуми
Масанобу Изуми (јап. 泉 政伸; Хирошима, 8. април 1944) јапански је фудбалер.

## Каријера
Током каријере играо је за Тојота.

## Репрезентација
За репрезентацију Јапана дебитовао је 1965. године.

## Статистика
| Јапан  | Јапан | Јапан |
| Год.   | Ута.  | Гол.  |
| ------ | ----- | ----- |
| 1965   | 1     | 0     |
| Укупно | 1     | 0     |